# Catocala paki
Catocala paki là một loài bướm đêm trong họ Erebidae.